# 东岛隧道

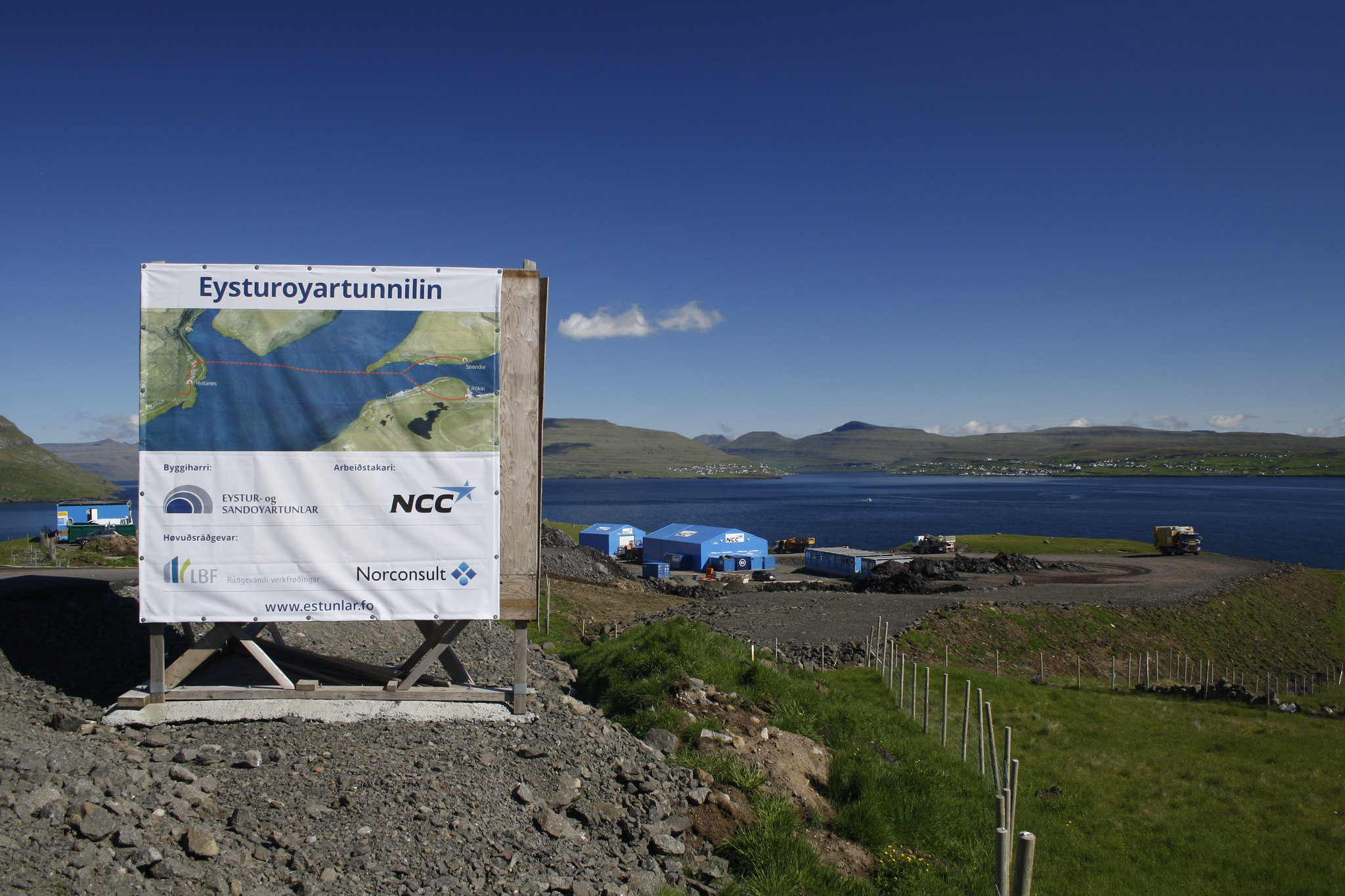
2017年时的东岛隧道建筑工地标示牌

隧道地图

东岛隧道是一条位于法罗群岛上连接斯特勒姆岛到东岛的海底公路隧道。该隧道也从海底穿越东岛的一个海湾，并连接海湾两岸的两个城镇。这个有三个分支的海底隧道长度总共为11.24公里，包括一个海底交通环岛。隧道建筑的成本估计为十亿丹麦克朗。隧道在2020年12月19日开通。